# Бевърли (Англия)
Вижте пояснителната страница за други значения на Бевърли.
Бѐвърли (на английски: Beverley) e град, който се намира в графство Източен Йоркшър, Англия. Има население от 29 210 души по данни от преброяването през 2001 г. с пощенски номер HU17 и телефонен код +01482. През 14 век Бевърли е бил класиран на 11-о място сред най-богатите градове в Англия. През 2007 г. е обявен за най-доброто място за живеене в Англия. В града се намира най-старото училище в Англия.

## Личности
В Бевърли е роден футболистът Пол Робинсън.